# Dvärggräs
Dvärggräs (Coleanthus subtilis) är en gräsart som först beskrevs av Leopold Trattinnick, och fick sitt nu gällande namn av Seidel, Johann Jakob Roemer och Schult.. Dvärggräs ingår i släktet dvärggrässläktet, och familjen gräs. Inga underarter finns listade i Catalogue of Life.

## Bildgalleri

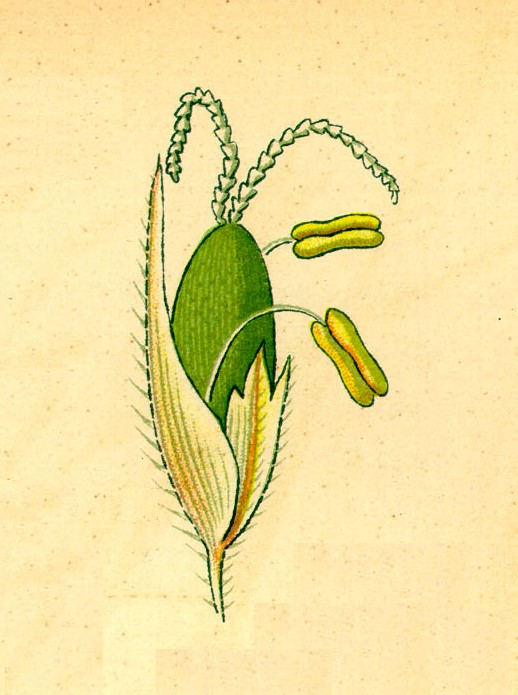
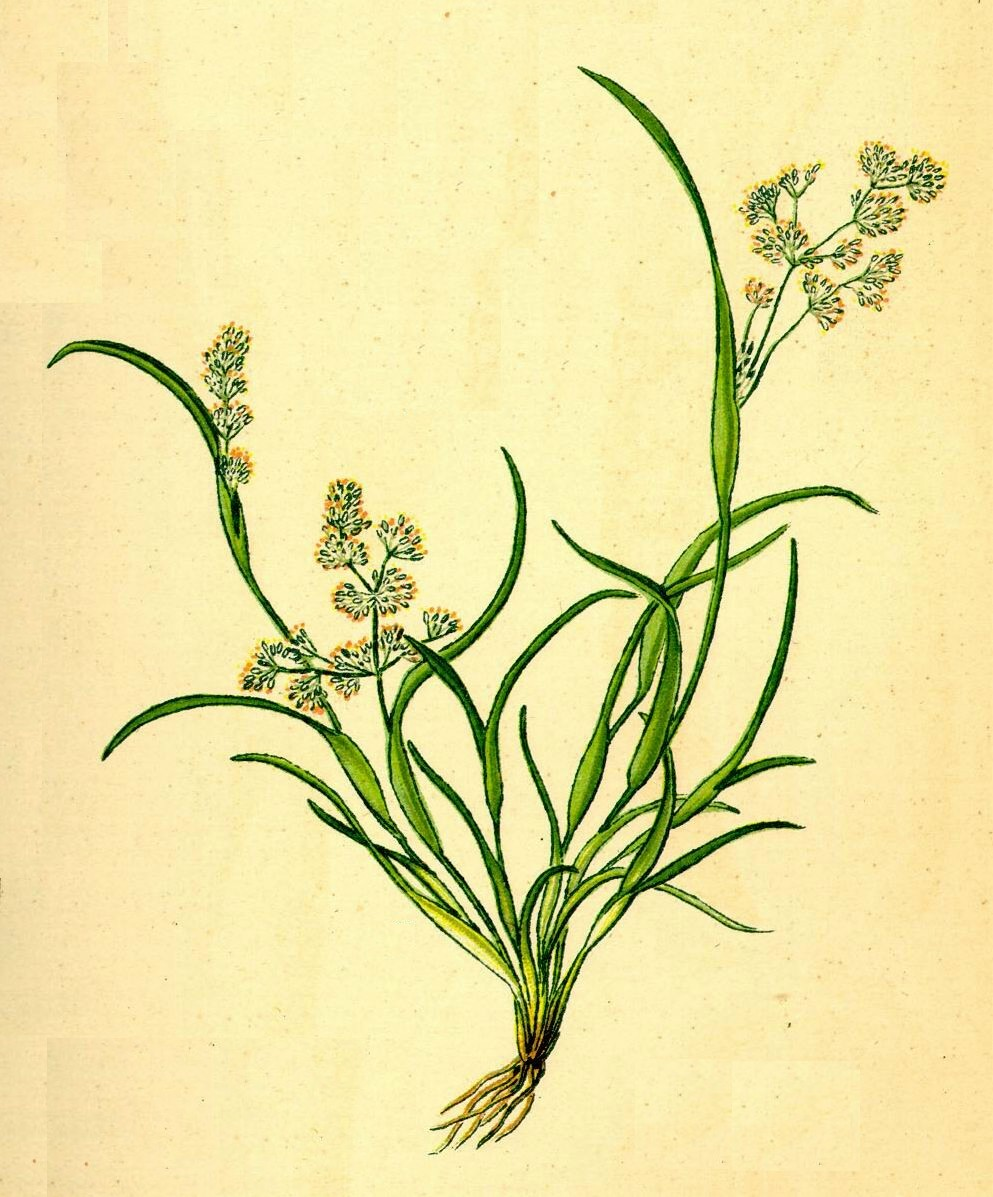
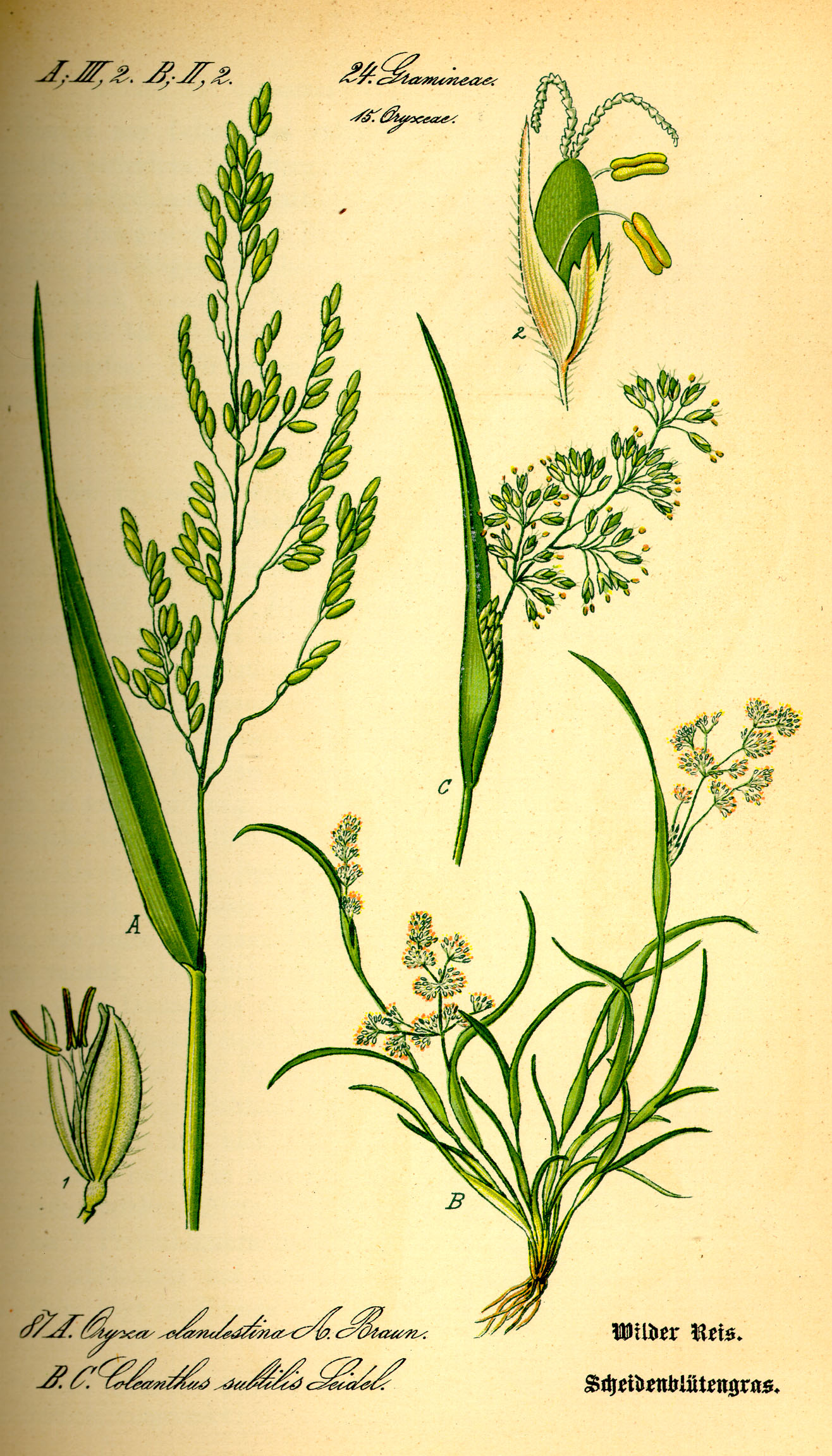